# Giovanni Carlo Clari
Giovanni Carlo Maria Clari (* 27. September 1677 in Pisa; † 16. Mai 1754 ebenda) war ein italienischer Kapellmeister und Komponist.

## Leben
Giovanni Clari erhielt seine Ausbildung bei Giovanni Paolo Colonna dem damaligen Kapellmeister an S.Petronio in Bologna. 1712 erhielt Clari die Stelle eines Kapellmeisters in Pistoia, 1720 in Bologna und zuletzt am Dom in Pisa Zu seinen Schülern zählte Francesco Zannetti.
Bereits zu Lebzeiten machten ihn seine kammermusikalischen Werke bekannt, er schuf darüber hinaus zwei Opern Il Savio delirante (1695 Bologna), mehrere Oratorien und weitere geistliche Vokalwerke.